# 12053 Turtlestar
12053 Turtlestar este un asteroid din centura principală de asteroizi.

## Descriere
12053 Turtlestar este un asteroid din centura principală de asteroizi. A fost descoperit pe 9 august 1997 la Observatorul Starkenburg din Heppenheim. Asteroidul prezintă o orbită caracterizată de o semiaxă mare de 2,37 ua, o excentricitate de 0,14 și o înclinație de 6,1° în raport cu ecliptica.